# Rasul Bokijev
Rasul Bokijev (tádžicky Расул Боқиев), (* 29. září 1982 Rudacká oblast, Sovětský svaz) je reprezentant Tádžikistánu v judu a dalších zápasnických stylech. Je majitelem i ruského pasu. V roce 2008 získal bronzovou olympijskou medaili.

## Sportovní kariéra
Pochází ze zápasnické rodiny. Jeho otec Chudainazar byl známým tádžickým zápasníkem v kureši a sambu. Společně se svými čtyřmi bratry se věnoval zápasení. Judo trénoval pod vedením Vladimira Jelčaninova. Jeho technika vycházela z velmi kvalitního úchopu, dominovaly u něho strhy a krásné hody – tai-otoši, sode-curikomi-goši. Jeho taktikou bylo soupeře především unavit.
V roce 2008 patřil ke kandidátům na medaili na olympijských hrách v Pekingu. Dostal se až do semifinále, kde nestačil na šido Jihokorejci Wang Ki-čchunovi. V boji o třetí místo uspěl a vybojoval první olympijskou medaili pro svou zemi, bronzovou. Po olympijských zkusil štěstí pod ruskou vlajkou (v Rusku trénoval i dříve), ale neměl trpělivost se prosadit v těžké konkurenci a v roce 2010 se vrátil ke svým barvám.
V roce 2012 obhajoval bronzovou medaili na olympijských hrách v Londýně, ale protaktizoval čtvrtfinálový zápas proti Japonci Nakajovi na šido. V opravách neuspěl a obsadil 7. místo.

## Výsledky
| Turnaj            | Tádžikistán | Tádžikistán | Tádžikistán | Tádžikistán | Rusko      | Tádžikistán | Tádžikistán | Tádžikistán |
| Turnaj            | 2005        | 2006        | 2007        | 2008        | 2009       | 2010        | 2011        | 2012        |
| Turnaj            | 23          | 24          | 25          | 26          | 27         | 28          | 29          | 30          |
| Turnaj            | lehká váha  | lehká váha  | lehká váha  | lehká váha  | lehká váha | lehká váha  | lehká váha  | lehká váha  |
| ----------------- | ----------- | ----------- | ----------- | ----------- | ---------- | ----------- | ----------- | ----------- |
| Olympijské hry    |             |             |             | 3.          |            |             |             | 7.          |
| Mistrovství světa | úč.         |             | 3.          |             | —          | úč.         | úč.         |             |
| Asijské hry       |             | 3.          |             |             |            | 3.          |             |             |
| Mistrovství Asie  | 3.          |             | 2.          | úč.         | —          |             | —           | 3.          |